# Betahisztin
A betahisztin (INN: betahistine) egy szintetikus hisztamin-analóg. A betahisztin hatását elsősorban a cardiovascularis rendszerre, az extravascularis simaizmokra és az exokrin mirigyekre fejti ki.

## Hatása
A betahisztin perifériás erekben lévő hisztamin-receptorokon kifejtett H1-agonista hatását a betahisztinnel indukált vazodilatáció hisztamin-antagonista difenhidraminnal történő megszüntetésével bizonyították. A betahisztin minimális hatást gyakorol a gyomorsav szekrécióra (ami egy H2-receptor mediált válasz).
Farmakológiai vizsgálatok szerint a betahisztin enyhe H1-receptor-agonista és jelentős H3-receptor-antagonista tulajdonságokkal rendelkezik a központi idegrendszer és a vegetatív idegrendszer területén. A betahisztin adagfüggően gátolja a neuronok spike-generáló aktivitását a lateralis és medialis vestibularis magvakban. Nem tisztázott ugyanakkor, hogy ennek mi a szerepe a Méniere-syndromára, illetve a vestibularis vertigóra gyakorolt hatásában. 
Azt is kimutatták továbbá, hogy képes modifikálni a belső fülben a vérkeringést, vagy annak, hogy a nucleus vestibularisban az idegsejtekre közvetlen hatást fejt ki. Lehet, hogy a betahisztin hatékonysága a szédülés kezelésében annak következménye, hogy módosítja a belsőfül keringését vagy közvetlen hatást gyakorol a nucleus vestibularis neuronjaira. Ezen túlmenően fokozott vérkeringést észleltek a striae vasculares területén, illetve csökkent endolymphaticus nyomást a belső fülben, ami valószínűleg a belső mikrocirkulációjában részt vevő praecapillaris szfinkterek ellazítása révén. A hatás megjelenésének ideje néhány nap és néhány hét között változik.
A pulmonaris epithelialis permeabilitást emberben a betahisztin fokozza. Ez a megfigyelés azon alapul, hogy egy radioaktív jelzőanyag esetében a tüdő - vér clearence ideje betahisztin hatására csökken. Ezt a hatást terfenadinnal (ismert H1 receptor blokkolóval) végzett per os előkezelés megakadályozta.
Míg a hisztamin pozitív inotrop hatást gyakorol a szívre, nem ismert, hogy a betahisztin fokozná a perctérfogatot, és a betegek egy részénél az értágító hatása kismértékű vérnyomásesést eredményez. 
A VIII. Magyar Gyógyszerkönyvben Betahistini mesilas    néven hivatalos.  